# Natalia Kuikka
Natalia Kuikka (født 1. december 1995) er en kvindelig finsk fodboldspiller, der spiller angreb for den amerikanske Portland Thorns FC i National Women's Soccer League (NWSL) og Finlands kvindefodboldlandshold. Hun har tidligere spillet for de svenske Kopparbergs/Göteborg FC i Damallsvenskan og Merilappi United i den bedste finske række Naisten Liiga.
Kuikka debuterede for det finske A-landshold i 2013 og deltog ved EM 2013 i Sverige.
I 2017 og 2020, blev hun kåret til Årets Landsholdspiller i Finland.

## Udmærkelser

### Internationalt
- Årets Landsholdspiller i Finland (2020)
- Årets Landsholdspiller i Finland (2017)

### Klub
- Damallsvenskan Best Back (2020)
- Damallsvenskan: 2020
- Svenska Cupen: 2019